# Ричард Бенџамин
Ричард Самјуел Бенџамин (енгл. Richard Samuel Benjamin; рођен 22. маја 1938. Њујорк, Њујорк) амерички је позоришни, филмски и ТВ глумац и редитељ.
Најпознатији је по бројним филмским режијама и по својим улогама у филмовима Квака 22 (1970), Западни свет (1973), Хари ван себе (1997). 